# Snooker Shoot-Out
De Snooker Shoot-Out is een professioneel ranking snookertoernooi gehouden in Blackpool. De Shoot-Out is een toernooi waarin alle wedstrijden worden beslist op één frame. Daarnaast wordt in het toernooi een variatie op de gangbare snookerregels gebruikt. Het evenement werd voor het eerst eenmalig georganiseerd in 1990 en is sinds 2011 weer een vast onderdeel op de snookerkalender. De top 64 van de wereldranglijst mocht toen deelnemen aan het toernooi, maar sinds 2017 is het een officieel ranking-evenement voor alle 128 professionals.

## Regels
- Elk frame (en dus elke wedstrijd) duurt maximaal tien minuten. Indien het frame daarvoor al beëindigd is, wint de winnaar van het frame ook de wedstrijd.
- Er wordt gebruikgemaakt van een schotklok. In de eerste vijf minuten van de wedstrijd hebben beide spelers 15 seconden om de cueball te stoten, in de laatste vijf minuten van de wedstrijd zijn dit slechts 10 seconden. Een tijdfout wordt bestraft met 4 strafpunten.
- Aan de hand van een lag (beide spelers stoten een bal vanaf de baulk line zo dicht mogelijk naar de onderste band) wordt bepaald wie mag beginnen (de winnaar van de lag mag kiezen).
- Bij elk shot moet een band geraakt of een bal gepot worden.
- Alle fouten resulteren in een ball in hand voor de tegenstander (deze mag de cueball dan ergens op tafel plaatsen).
- Bij een gelijkspel wordt er niet gespeeld met een re-spotted black, maar wordt de blauwe bal teruggeplaatst. Ook hier wordt gebruikgemaakt van een lag om te bepalen wie er mag beginnen.

## Erelijst
| Seizoen                         | Winnaar            | Verliezend finalist | Score     |
| Shoot-Out                       | Shoot-Out          | Shoot-Out           | Shoot-Out |
| ------------------------------- | ------------------ | ------------------- | --------- |
| 1990/91                         | Darren Morgan      | Mike Hallett        | 2 - 1     |
| Snooker Shoot-Out (non-ranking) |                    |                     |           |
| 2010/11                         | Nigel Bond         | Robert Milkins      | 58 - 24   |
| 2011/12                         | Barry Hawkins      | Graeme Dott         | 61 - 23   |
| 2012/13                         | Martin Gould       | Mark Allen          | 104 - 0   |
| 2013/14                         | Dominic Dale       | Stuart Bingham      | 77 - 19   |
| 2014/15                         | Michael White      | Xiao Guodong        | 54 - 48   |
| 2015/16                         | Robin Hull         | Luca Brecel         | 50 - 36   |
| Snooker Shoot-Out (ranking)     |                    |                     |           |
| 2016/17                         | Anthony McGill     | Xiao Guodong        | 67 - 19   |
| 2017/18                         | Michael Georgiou   | Graeme Dott         | 67 - 56   |
| 2018/19                         | Thepchaiya Un-Nooh | Michael Holt        | 74 - 0    |
| 2019/20                         | Michael Holt       | Zhou Yuelong        | 64 - 1    |
| 2020/21                         | Ryan Day           | Mark Selby          | 67 - 24   |
| 2021/22                         | Hossein Vafaei     | Mark Williams       | 71 - 0    |
| 2022/23                         | Chris Wakelin      | Julien Leclercq     | 119 - 0   |
| 2023/24                         | Mark Allen         | Cao Yupeng          | 65 - 4    |
| 2024/25                         | Tom Ford           | Liam Graham         | 31 - 28   |